# Eupithecia thermosaria
Eupithecia thermosaria là một loài bướm đêm trong họ Geometridae.